# Made in Japan (album de Deep Forest)
Pour les articles homonymes, voir Made in Japan.
Made in Japan est un album live du groupe Deep Forest, paru en 1999.

## Titres
| No  | Titre           | Durée |
| --- | --------------- | ----- |
| 1.  | Ekue Ekue       | 5:17  |
| 2.  | Green and Blue  | 6:00  |
| 3.  | Deep Weather    | 6:19  |
| 4.  | Bohemian Ballet | 6:15  |
| 5.  | Deep Folk Song  | 2:25  |
| 6.  | Freedom Cry     | 4:06  |
| 7.  | Café Europa     | 4:47  |
| 8.  | Forest Power    | 6:07  |
| 9.  | Hunting         | 6:37  |
| 10. | Forest Hymn     | 5:23  |
| 11. | Sweet Lullaby   | 6:22  |
| 12. | Madazulu        | 4:57  |